# ازدواج همجنس‌گرایان در ایرلند شمالی
نباید با ازدواج همجنس‌گرایان در جمهوری ایرلند اشتباه گرفته شود.
ازدواج همجنس‌گرایان در ایرلند شمالی (انگلیسی: Same-sex marriage in Northern Ireland) از ۱۳ ژانویه ۲۰۲۰ و پس از تصویب قانون ایرلند شمالی (تشکیل اجرایی و غیره) در سال ۲۰۱۹ قانونی شده‌است. اولین مراسم ازدواج در ۱۱ فوریه ۲۰۲۰ برگزار شد. مشارکت مدنی نیز از زمان معرفی آنها توسط دولت بریتانیا در سال ۲۰۰۵ برای زوج‌های همجنس در ایرلند شمالی در دسترس بوده‌است.